# Случајно заљубљени
Случајно заљубљени (енгл. Accidental Love) амерички је љубавно-хумористички филм из 2015. године. Редитељ филма је Дејвид О. Расел (под псеудонимом), који је написао сценарио с Кристин Гор, Дејвом Џесером и Метом Силверштајном. Темељи се на роману Горове. Главне улоге глуме Џесика Бил, Џејк Џиленхол, Кетрин Кинер, Џејмс Марсден, Трејси Морган и Џејмс Бролин.
Продукција је почела 2008. године под другачијим називом, али је снимање често прекидано због финансијских потешкоћа, што је довело до тога да Расел одустане од пројекта 2010. године. Филм је завршен без његовог учешћа и Расел га се од тада одрекао, остављајући готов производ потписан као „Стивен Грин”. Филм је објављен онлајн 10. фебруара 2015. године, пре него га је Millennium Entertainment објавио 20. марта 2015. у одабраним биоскопима. Добио је помешане критике.

## Радња
Филм доноси причу о младој девојци Алиси која је повређена у несрећи и којој је операција хитно потребна јер је доживела озбиљне повреде главе те почиње да се непредвидљиво понаша. Одлази у Вашингтон где се заљубљује у младог сенатора.

## Улоге
| Глумац           | Улога          |
| ---------------- | -------------- |
| Џесика Бил       | Алис Екл       |
| Џејк Џиленхол    | Хауард Бердвел |
| Кетрин Кинер     | Пам Хендриксон |
| Џејмс Марсден    | Скот Бирдсли   |
| Трејси Морган    | Кишон          |
| Џејмс Бролин     | Бак Макој      |
| Пол Рубенс       | Едвин          |
| Керсти Али       | Рита           |
| Дејвид Ремзи     | Харштон        |
| Курт Фулер       | Норм           |
| Малинда Вилијамс | Ракиша Џексон  |
| Беверли Д’Анџело | Хелен Екл      |
| Стив Боулс       | Боб Екл        |
| Џени Гали        | Бренда         |
| Бил Хејдер       | Турнстол       |